# Tyren (film)
|  | Denne artikel er oprettet af botten Steenthbot ud fra en ekstern database. Den kan derfor have sproglige fejl eller mangler. Denne skabelon kan fjernes efter kontrol af indholdet. |

 For alternative betydninger, se Tyren. (Se også artikler, som begynder med Tyren)
Tyren er en dansk kortfilm fra 2003 instrueret af Julie Bille og efter manuskript af Jakob Ion Wille.

## Handling
Psykologisk thriller. En kølig morgen kommer en jæger forbi Prebens gård. I det samme blæser vinden porten op og afslører et forfærdeligt syn på gårdspladsen. Dagen forinden har Prebens kone forladt ham og taget deres fælles søn med. Hans familie er forsvundet, men hans stolthed er stadig trofast: Tyren står der, rolig som en klippe. Jægeren griber efter sin riffel, men sådan en tyr er svær at ombringe.

## Medvirkende
- Søren Malling
- Mette Vejlø
- Troels II Munk
- Michael Stausholm